# Rudolf zur Lippe

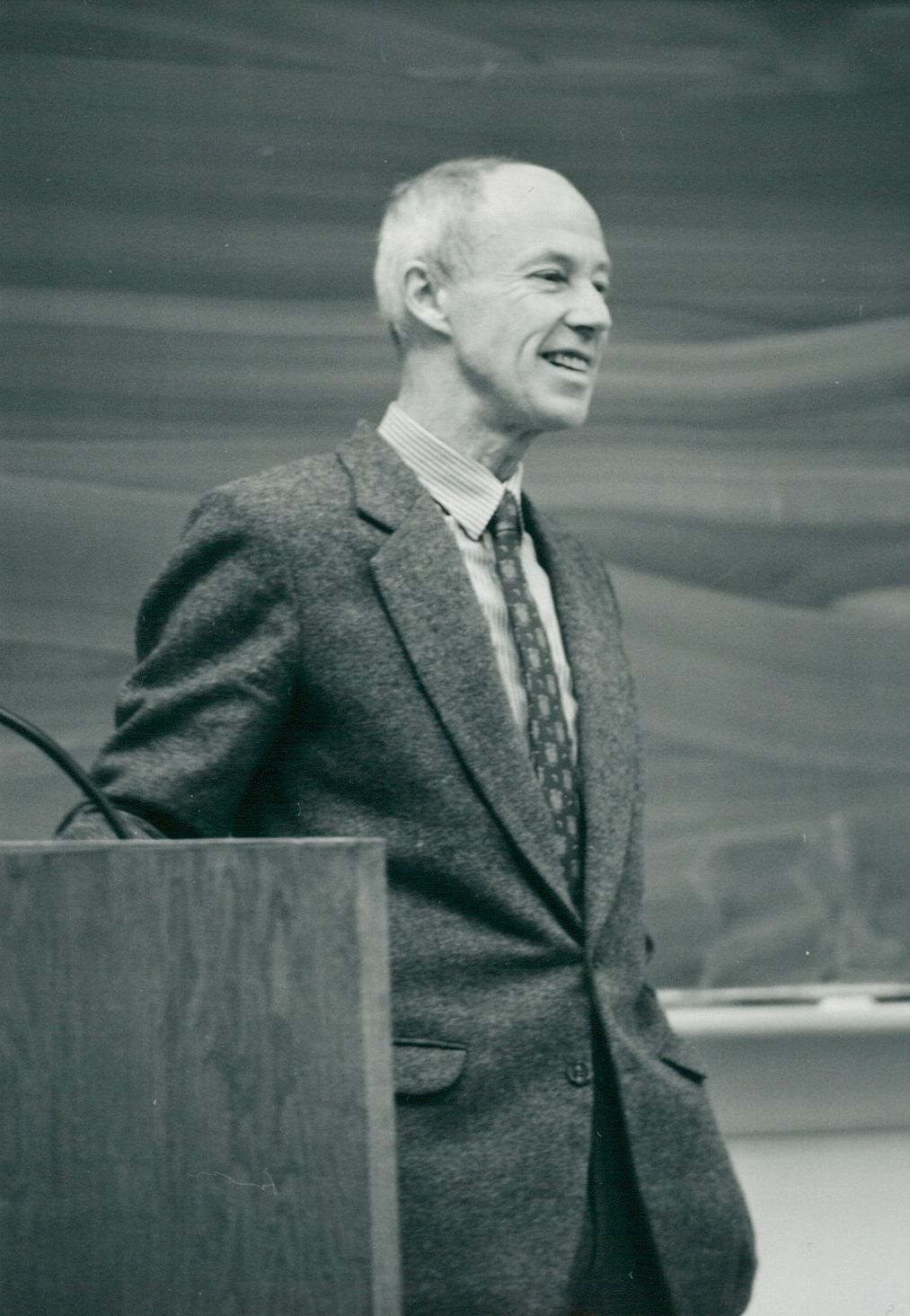
Rudolf zur Lippe bei einem Vortrag an der Uni Münster, 2002

Rudolf Prinz zur Lippe (* 8. Januar 1937 in Berlin; † 6. September 2019 ebenda) war ein deutscher Philosoph und Künstler.

## Leben
Rudolf Prinz zur Lippe war der einzige Sohn von Friedrich Wilhelm Prinz zur Lippe (* 27. November 1890 in Berlin; † 24. Oktober 1938) und Godela von Oven (* 17. Dezember 1906 in Glogau; † 2. November 1989 in Detmold). Nach dem Besuch des Gymnasiums in Detmold studierte er in Bonn und Göttingen Rechts-, Staats- und Wirtschaftswissenschaften bis zum Diplom. Ab 1956 war er Mitglied des Corps Saxonia Göttingen. Die Corpsmitgliedschaft ruhte ab 1968. Ab 1960 war zur Lippe ein Schüler der ZaZen-Übungen bei Karlfried Graf Dürckheim. Er promovierte 1965 nach einem zweiten Studium der mittleren und neueren Geschichte in Heidelberg und Paris mit einer Dissertation zur französischen Deutschlandpolitik gegenüber der Weimarer Republik. Währenddessen war er als Maler tätig und hatte 1964 (gemeinsam mit René Laubies [1924–2006]) eine erste Ausstellung bei Hanna Grisebach in Heidelberg.  Er hatte Aufträge am Theater als Bühnenbildner und ging in Paris in die Lehre bei Regisseur Raymond Gérome (1920–2002). 
Ab 1965 war er zunächst Übersetzer für Gabriel Marcel, dann Lektor im Propyläen Verlag, für den er André Bretons Der Surrealismus und die Malerei betreute und 1967 zusammen mit Bernhard Heiliger und Alexander Camaro 48 Collagen zu Giacomo Casanovas utopischem Roman schuf (deren Originale 2012 erstmals nach der Publikation in der Berliner Werkstattgalerie ausgestellt wurden und die Teil der Kunstsammlung der Akademie der Künste Berlin sind). 1968 lektorierte er im Internationalen Institut für Vergleichende Musikstudien und Dokumentation den Tagungsband Creating a Wider Interest in Traditional Music. 1969 begann er bei Theodor W. Adorno seine philosophisch orientierte Geschichte des Leibes in der Moderne, die 1973 in die Habilitation zu Sozialphilosophie und Ästhetik an der Philosophischen Fakultät der Johann Wolfgang Goethe-Universität mündete. In dieser Zeit machte er einen Film über das Ballett von Maurice Béjart, der am klassischen Material eine Stilanalyse seiner erregend neuen Ausdrucksformen darstellt.
Von 1971 bis 1976 lehrte zur Lippe in Frankfurt am Main Philosophie, zuletzt auch Soziologie auf der Professur für Kulturtheorie. Von 1974 bis 2013 lebte zur Lippe in Hude (Oldbg) im Untergeschoss des ehemaligen Abthauses des Zisterzienserklosters. Von 1974 an war er Inhaber des Lehrstuhls für Ästhetik an der Universität Oldenburg, wo er unter anderem den Bundesmodellversuch „Einphasige Lehrerausbildung, Erprobung des interdisziplinären Projektstudiums“ leitete. 1981 und 1982 war er Fellow am Wissenschaftskolleg zu Berlin. 1982 beteiligte er sich an der Gründung des Institutes für praktische Anthropologie e. V., mit dem er eine wissenschaftliche Ausstellung zur „Geometrisierung des Menschen“ in verschiedene Länder der Welt brachte. Außerdem war er seitdem Herausgeber der Zeitschrift POIESIS – praktisch-theoretische Wege ästhetischer Selbsterziehung. 1989 initiierte er die Karl Jaspers Vorlesungen zu Fragen der Zeit mit interkulturellen Gastprofessoren und Kolloquien. Ab 1999 war zur Lippe Mitglied des PEN-Zentrums Deutschland. 2005 war er zusammen mit Hans-Peter Dürr und Daniel Dahm Mitautor des Potsdamer Manifests und der Potsdamer Denkschrift „We have to learn to think in a new way…“.

## Werke
- Die „Union pour la verité“ zur französischen Deutschlandpolitik nach 1918, Heidelberg 1964, DNB 482633085 und 1965, DNB 482238054 (Dissertation Universität Heidelberg, Philosophische Fakultät, 26. Februar 1965, 141 Seiten).
- Naturbeherrschung am Menschen. Zwei Bände. Suhrkamp Verlag, Frankfurt am Main 1974
- Bürgerliche Subjektivität. Autonomie als Selbstzerstörung. Suhrkamp, Frankfurt am Main 1975, ISBN 3-518-00749-1.
- Am eigenen Leibe: zur Ökonomie des Lebens. Syndikat, Frankfurt am Main 1978, ISBN 3-8108-0070-8.
- Freiheit, die wir meinen. Philosophischer Entwurf zur ökonomischen Organisation der Freiheit und der Transzendenz sich frei erfüllenden Lebens. Rowohlt, 1991, ISBN 978-3-499-12900-1.
- mit Hugo Kükelhaus: Entfaltung der Sinne. Erlebnisse mit dem Erfahrungsfeld. Fischer, Frankfurt am Main 1996, 13. Auflage, ISBN 978-3-596-24065-4.
- Neue Betrachtungen der Wirklichkeit. Wahnsystem „Realität“. EVA, Hamburg 1997, ISBN 978-3434520016.
- Sinnenbewußtsein. Grundlegung einer anthropologischen Ästhetik. Rowohlt, Reinbek bei Hamburg 1987; Neuausgabe in zwei Bänden: Schneider, Baltmannsweiler 2000, ISBN 3-89676-257-5.
- mit Daniel Dahm, Hans-Peter Dürr: Potsdam Manifest 2005 “We have to learn to think in a new way” & Potsdam Denkschrift. Oekom, Berlin / München 2005.
- Das Denken zum Tanzen bringen. Philosophie des Wandels und der Bewegung. Alber, Freiburg im Breisgau und München 2010, 2. Auflage 2011, ISBN 978-3-495-48431-9.
- Plurale Ökonomie. Streitschrift für Maß, Reichtum und Fülle. Alber, Freiburg im Breisgau und München 2012, ISBN 978-3-495-48480-7.